# Afronobia januae
Afronobia januae är en spindeldjursart som beskrevs av Meyer 1974. Afronobia januae ingår i släktet Afronobia och familjen Tetranychidae. Inga underarter finns listade i Catalogue of Life.